# Emirat de Creta
L'emirat de Creta fou un estat musulmà establert a l'illa de Creta del 828 al 961.

## Primeres expedicions dels musulmans
- Abd Allah ben Sad ben Abi Sarb al-Himyari, conquesta temporal en temps de Moawiya (data desconeguda)
- Junada ben Abi Umayya al-Azdi, expedició 674
- Vers 710, conquesta parcial per homes del califa Walid, no mantinguda.
- Vers 800 Humayd ben Mayuf al-Hamdani, al servei del califa Harun al-Rashid

## Conquesta cordovesa
El 827 els musulmans cordovesos expulsats de la República d'Alexandria, van desembarcar a Candax (el nom va derivar a Càndia) al lloc de l'actual Herakleion. Durant el 828 van conquerir les 29 ciutats de l'illa sense trobar quasi resistència. A diferència del seu govern a Alexandria que fou república, aquí Abu-Hafs Úmar ibn Xuayb al-Bal·lutí ara conegut com Al-Ikritix (el cretenc) va constituir un emirat i va fer llegir la khutba (oració) en nom del califa.

## Reconquesta romana d'Orient
L'emirat fou atacat pel romà d'Orient Nicèfor Focas l'estiu del 960, el qual va desembarcar a l'illa i va atacar la fortalesa de Càndia (Candax). El setge va durar tot l'hivern i Càndia fou presa el 6 de març del 961. Els auxilis demanats a Egipte no van arribar, i Alep no tenia flota. El califa fatimita de Tunísia Al-Muïzz va amenaçar l'emperador i va trencar la treva del 956/957 i fins i tot va preparar una expedició en col·laboració amb Egipte que es va concentrar a la Cirenaica el 20 de maig del 961 quan l'illa ja era romana d'Orient. L'emir i la seva família foren fets presoners. Les mesquites destruïdes i els exemplars de l'Alcorà cremats. Els musulmans que no van morir i no van poder sortir de l'illa es van convertir durant els anys següents.

## Llista d'emirs[3]
- Abu-Hafs Úmar ibn Xuayb al-Bal·lutí 828-855
- Xuayb ibn Úmar (grec Saipis) 855-880
- Abu-Abd-Al·lah Úmar ibn Xuayb (grec Babdel) 880-895
- Muhàmmad ibn Xuayb az-Zarqun (grec Zerkounis) 895-910
- Yússuf ibn Úmar 910-915
- Alí ibn Yússuf 915-925
- Àhmad ibn Úmar 925-940
- Xuayb ibn Àhmad 940-943
- Alí ibn Àhmad 943-949
- Abd-al-Aziz ibn Xuayb (grec Kouroupas) 949-961
- An-Numan ibn Abd-al-Aziz (grec Anemas) 961